# Callipallene vexator
Callipallene vexator is een zeespin uit de familie Callipallenidae. De soort behoort tot het geslacht Callipallene. Callipallene vexator werd in 1956 voor het eerst wetenschappelijk beschreven door Stock. 